# Joana Gabriela da Áustria
Joana Gabriela Josefa Antônia de Áustria (em alemão:  Johanna Gabriele Josepha Antonia von Österreich) (Viena, 4 de fevereiro de 1750 — Viena, 23 de dezembro de 1762) foi uma arquiduquesa da Áustria. Décima primeira filha de Francisco I do Sacro Império Romano-Germânico, e da imperatriz Maria Teresa da Áustria. Era irmã da célebre Maria Antonieta, rainha consorte da França e Navarra.

## Biografia

### A infância

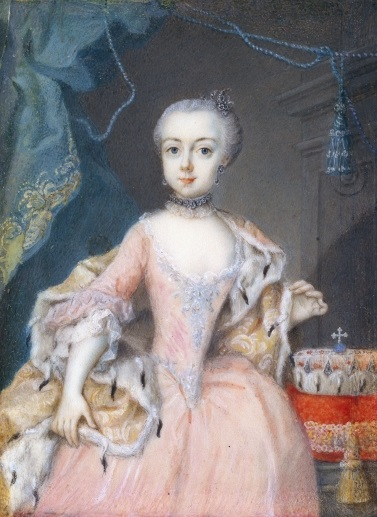
Joana Gabriela aos 12 anos de idade
Óleo de Johann Christoph von Reinsperger, 1762, Palácio de Schönbrunn

Nascida no Palácio Imperial de Hofburg, Joana era a decima primeira dos dezesseis filhos da imperatriz Maria Teresa da Áustria e de Francisco I do Sacro Império Romano-Germânico. Batizada Joana Gabriela Josefa Antônia, era tratada em família e na corte pelo apelido afrancesado de Josephe. Apesar da rigidez de sua educação e da etiqueta da corte, a arquiduquesa foi descrita como bastante espontânea.

### Educação
Joana foi parte de uma série de crianças nascidas logo após o outro e foi, assim, colocado na Kindskammer (viveiro imperial), juntamente com seus irmãos, Maria Josefa, Maria Carolina, Fernando Carlos, Maria Antônia e Maximiliano Francisco, eles foram educados principalmente sob cuidado de damas de companhia e suas assistentes. Na idade de cinco anos Joana recebeu seu próprio conjunto de salas no Palácio Imperial de Hofburg e alguns tutores adicionais. Ela tinha um bom relacionamento com os seus irmãos, ainda com as disputas fraternas regulares, mesmo com sua mãe Maria Teresa encorajando os filhos a se darem bem.
Joana era muito próxima da sua irmã Maria Josefa, as duas foram educadas juntas e tinham as mesmas aias (como os tutores eram chamados na família imperial). As meninas tiveram uma educação variada, que foi acompanhada de perto pelos seus pais. Devido à sua morte prematura, a educação de Joana cobriu apenas uma fase das duas que Maria Teresa havia criado para os seus filhos: ela estudou leitura, escrita, latim, línguas estrangeiras, história, geografia, agrimensura, arquitetura militar, matemática, música, dança e ginástica, bem como religião a partir da idade de três anos.
Além disso, Joana foi altamente educada em música e dança, os duas áreas que a sua mãe amava e tinha destacado-se na sua própria infância. Enquanto os meninos foram ensinados a tocar instrumentos diferentes, a Joana e às suas irmãs foram dadas aulas de canto. Um teatro especial foi construído no Schönbrunn especialmente para as crianças; Joana e os seus irmãos deram apresentações musicais frequentes. Outra parte muito importante da educação das arquiduquesas era a arte. Elas foram educada em desenho e pintura, um campo onde destacaram-se particularmente. Ao todo, Joana e Josefa "tiveram um desenvolvimento satisfatório, trabalharam afincadamente nas suas aulas e estavam envolvidas em inúmeras festas, nas quais participaram com entusiasmo."

### Morte
Maria Teresa prosseguiu uma política deliberada de casamento para a qual todos os seus filhos tiveram que se submeter, exceto Maria Cristina, a sua favorita, e Maximiliano Francisco, que seguiu a vida religiosa. Assim, ela casou a maioria dos seus filhos por toda a Europa. Ela e o rei Carlos III da Espanha concordaram que a quarta filha de Maria Teresa, arquiduquesa Maria Amalia, casar-se-ia com o filho de Carlos III, o rei Fernando III da Sicília e IV de Nápoles; mas Carlos quis romper o noivado devido a Maria Amalia ser cinco anos mais velha do que Fernando. Maria Teresa, em seguida, voltou sua atenção para Joana, a irmã mais próxima, que era apenas um ano mais velha do que Fernando, então ela foi-lhe prometida.
Na segunda metade do século XVIII, a varíola foi devastando o Sacro Império Romano. Leopold Mozart, pai de Wolfgang Amadeus Mozart, escreveu que "em toda a Viena, nada foi falado, exceto varíola. Se 10 crianças figuram na lista de morte, 9 deles tinham morrido de varíola." O irmão mais velho de Joana, Carlos José, morreu de varíola em 1761 e Maria Teresa tornou-se um forte apoiante da inoculação, uma forma primitiva de imunização. A fim de dar um exemplo forte, a Imperatriz ordenou a inoculação de todos os seus filhos restantes. Embora sem incidentes para as outras crianças, Joana ficou doente após a inoculação e morreu pouco depois. Ela foi enterrada na Cripta Imperial em Viena.